# Koduvayur
Koduvayur es una ciudad censal situada en el distrito de Palakkad en el estado de Kerala (India). Su población es de 20703 habitantes (2011). Se encuentra a 14 km de Palakkad y a 56 km de Thrissur.

## Demografía
Según el censo de 2011 la población de Koduvayur era de 20703 habitantes, de los cuales 10247 eran hombres y 10456 eran mujeres. Koduvayur tiene una tasa media de alfabetización del 89,91%, inferior a la media estatal del 94%. la alfabetización masculina es del 94,07%, y la alfabetización femenina del 85,88%.